# Nicolas Legendre
Pour le journaliste français, voir Nicolas Legendre (journaliste).
Nicolas Le Gendre est un sculpteur français né à Étampes en 1619, mort le 28 octobre 1671. 

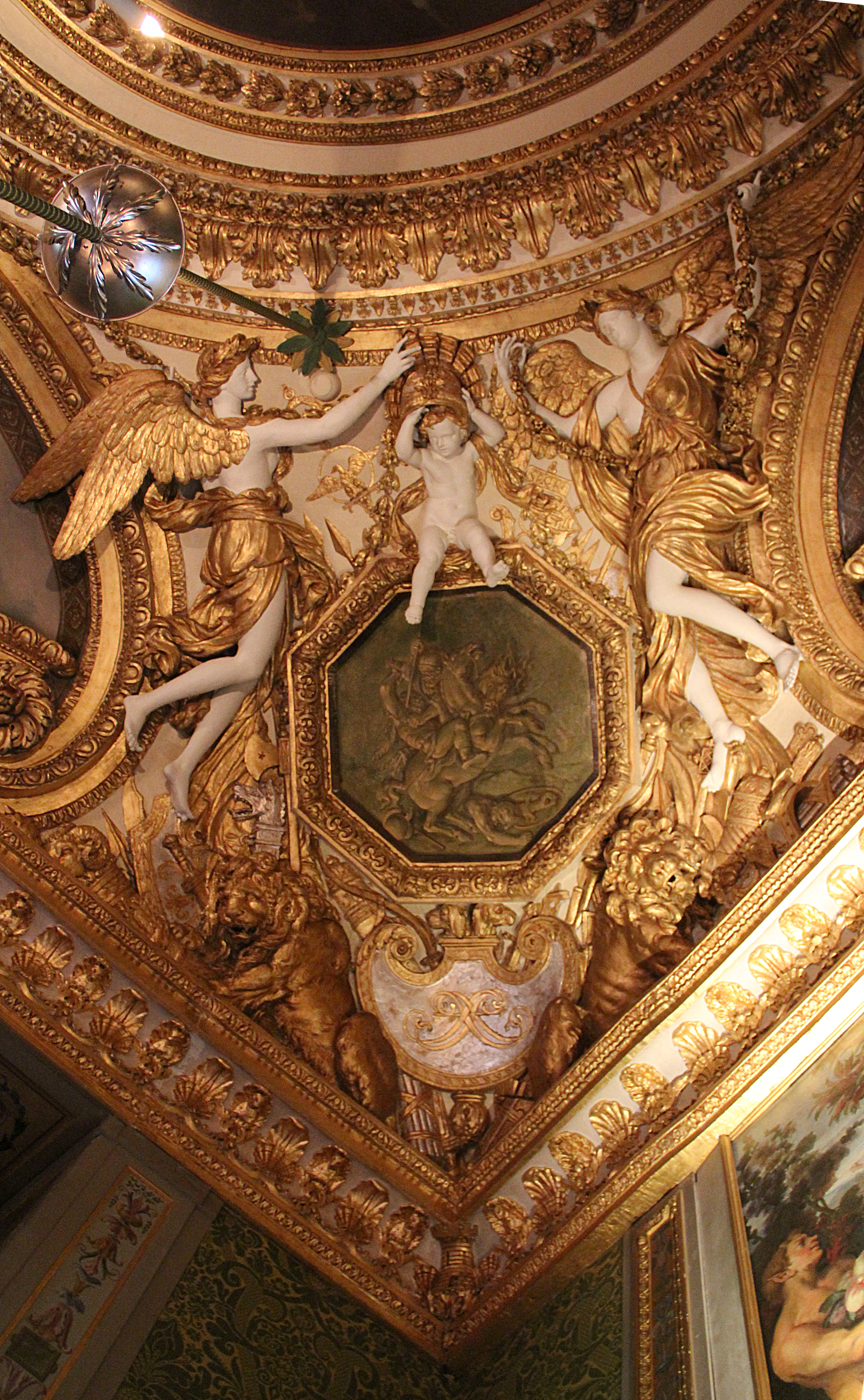
Stucs du plafond de la chambre du Roi au château de Vaux-le-Vicomte, 1660-1661.

## Biographie
Il était issu d’une très-honnête famille, et dès sa jeunesse fut destiné à l’art du dessin et de la sculpture. On peut dire qu’il a eu l’avantage de se former lui-même et de n’être redevable de ses progrès qu’à sa propre instruction.
Ses premiers ouvrages furent des statues en pierre de Saint-Bruno pour la chartreuse de Gaillon. Il travailla ensuite pour l’abbaye de Victoire, à Senlis, puis à Paris pour la sculpture en bois de la porte du collège de la Marche.
En 1657, il travaille à la façade de l’hôtel de Beauvais de deux figures d’anges ; en 1658, au portail du château de Meudon pour quatre statues d’enfants ; en 1660, aux plafonds de stuc du château de Vaux-le-Vicomte, résidence de Fouquet . Il fit ses travaux les plus considérables, en 1662, dans l’église Saint-Nicolas-du-Chardonnet, à Paris : il travailla aux sculptures qui ornent la façade de cette église du côté de la rue des Bernardins, et à l’intérieur il travailla à la chapelle de la Vierge et à celle des Agonisants. Une Pietà qu'il a sculptée pour cette église a été déposée, en 1802-1805,  dans Saint-Merri.
Le 6 décembre 1664, il était juré de la maîtrise quand il entra à l’Académie de sculpture, où son sujet de réception fut une Madeleine en terre cuite. Le 4 juillet 1665, il fut élu adjoint-professeur à l’école royale de sculpture.
En 1665, il travailla à la sculpture en bois de l’œuvre de l’église Saint-Paul, dont la structure est toute de sa main, embellie de bas-reliefs et de figures isolées; il y en a peu dans Paris qui l’égalent. Pour la porte du couvent des bénédictines d’Issy, il fit deux grandes figures de pierre représentant saint Benoît et sainte Scholastique. 
On a encore de lui un fronton représentant la Tempérance et la Prudence au collège des Quatre-Nations ; une sainte Radegonde pour un couvent de Poitiers, deux Renommées en bois pour la chambre du roi au Louvre ; deux enfants pour l’église Saint-Jacques-la-Boucherie, enfin un saint Leu et saint Gilles pour Étampes.
Ce fut grâce à son amitié avec Lebrun, peintre de Louis XIV, qu’il dut d’être chargé de travaux d’art au château de Vaux et à l’église Saint-Nicolas-du-Chardonnet, où il fut enterré, ainsi que Lebrun, le président Bignon et d’autres personnages.
Legendre a été marié deux fois, et l’aîné de son premier mariage exerçait en 1682 la sculpture avec réputation. Un autre de ses enfants avait été tenu, à Maincy, sur les fonts baptismaux par Lebrun. Enfin, Legendre figura au procès de Fouquet comme créancier opposant. 